# Gersprenz
Die Gersprenz ist ein 51,3 km, (mit dem Hauptquellast Mergbach 62,1 km) langer, im Odenwald entstehender, südwestlicher und orographisch linker Nebenfluss des Mains in Hessen und in Bayern (Deutschland). Sie ist ein Gewässer II. Ordnung und nicht schiffbar.

## Name
Die Gersprenz wurde 786 (Caspenza) zum ersten Mal im Lorscher Codex urkundlich erwähnt. Die Endung *-antiā deutet auf einen keltischen Namensursprung hin. Für die erste Silbe vermutet Albrecht Greule einen Zusammenhang mit dem keltischen Wort *gasto- für 'Weidenbaum, Weidenrute'.
Historische Schreibweisen
- Gerspentz
- Gaspenz
- Gernsprintz
- Gernspring
- Gernspritz

## Geographie

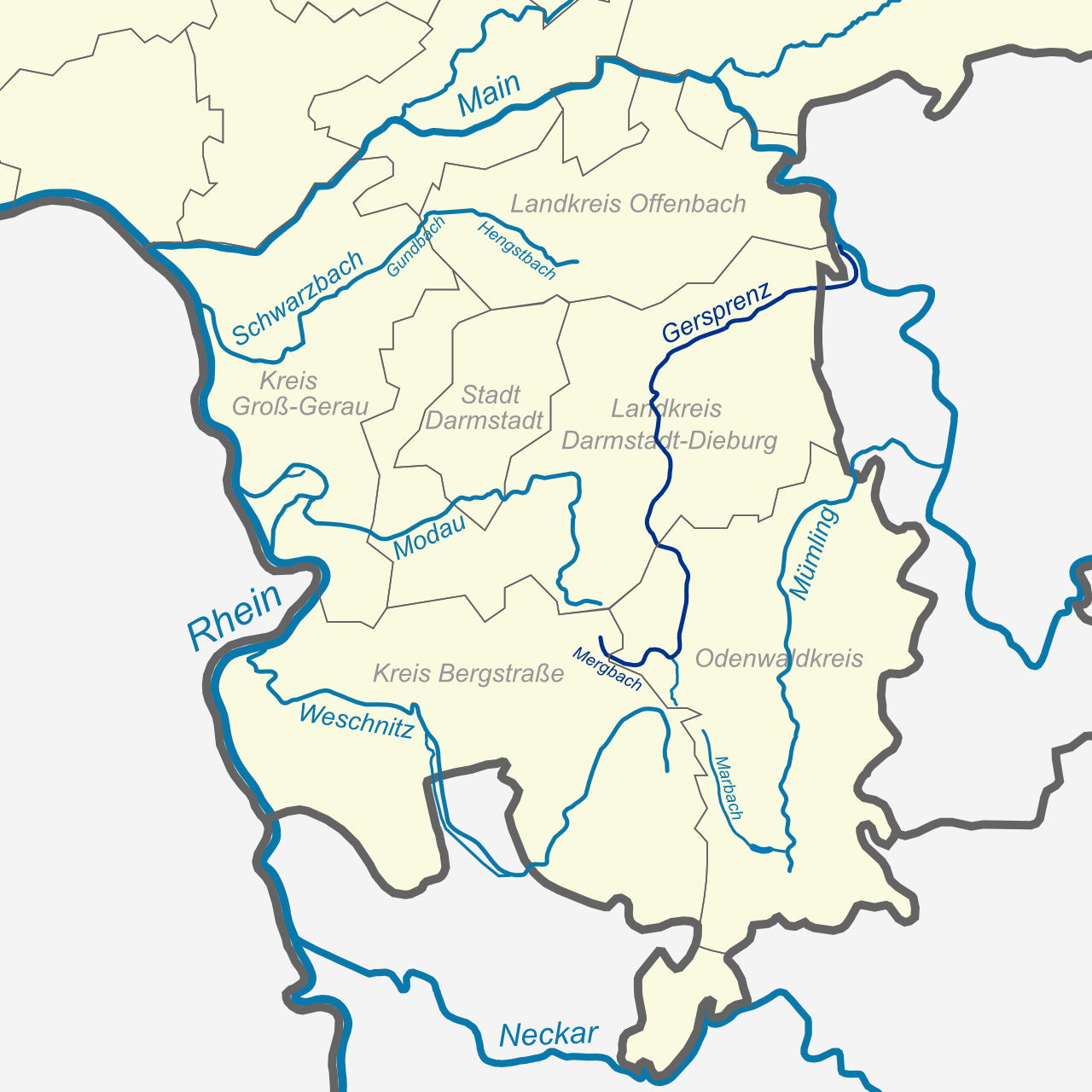
Verlauf der Gersprenz unter anderem mit Main und Rhein

### Verlauf

#### Quellbäche
Die Gersprenz entsteht im Odenwald, südwestlich des Reichelsheimer Ortsteils Bockenrod auf einer Höhe von etwa 200 m ü. NHN durch den Zusammenfluss von Mergbach und Osterbach.

##### Mergbach
Der Mergbach ist der etwa 10,9 km lange, westliche und linke Quellbach der Gersprenz. Er hat ein 28,00 km² großes Einzugsgebiet und einen mittleren Abfluss (MQ) von 399,1 l/s. Als der wasserreichere der beiden Oberläufe ist er Teil des hydrologischen Hauptstrangs der Gersprenz. Deshalb wird seine Quelle an der Neunkircher Höhe (605 m) im Vorderen Odenwald als Gersprenzquelle (2013 kurzzeitig Mergbach-Quelle) bezeichnet; sie ist als Naturdenkmal Gersprenzquelle ausgewiesen.

##### Osterbach
Der Osterbach ist der etwa 7 km lange, südliche und rechte Quellbach der Gersprenz.  Er hat ein 19,93 km² großes Einzugsgebiet und einen mittleren Abfluss von 280,5 l/s und ist somit als der weniger wasserführende Oberlauf ein Nebenstrang der Gersprenz.
Er entspringt beim Fürther Ortsteil Weschnitz am Nordhang des 520,6 m ü. NN hohen Kahlbergs.

#### Gersprenztal
Die Gersprenz fließt zunächst nordwärts. Zwischen ihrem Entstehungsbereich bei Reichelsheim und dem Bereich von Reinheim wird ihr Einzugsgebiet als Gersprenztal bezeichnet. Ab dem Reinheimer Hügelland weitet sich das Tal zunehmend auf und die Gersprenz fließt in die Ebene des Dieburger Beckens, einem westlichen Ausläufer der Hanau-Seligenstädter Senke. 

#### Unterlauf
Ab dem Bereich von Groß-Zimmern teilt sich die Gersprenz in mehrere Arme auf, die als Mühlkanäle und dann im Stadtgebiet von Dieburg als Stadt- und Burggräben dienten.
Nördlich von Dieburg macht die Gersprenz einen Bogen nach Nordosten. Fortan durchfließt sie über Münster bis Babenhausen den Ostteil des Kreises Darmstadt-Dieburg. Den nördlichen Bachgau streifend, erreicht sie Bayern.

#### Mündung
Früher mündete die Gersprenz am Ortsrand von Stockstadt in den Main. Seit 1970/1971 wird die Gersprenz vor dem linksmainischen Deich auf etwa 3 km Länge – die Bundesautobahn 3 unterquerend – nach Nordnordwesten bis hinter die Mainstaustufe Kleinostheim umgeleitet. Dort – etwa 500 m vor der Mainbrücke der A 45 – mündet sie in das Unterwasser der Staustufe. Die letzten 7 km und die Mündung der Gersprenz befinden sich in der Gemarkung Stockstadt am Main, im bayerischen Landkreis Aschaffenburg, östlich der noch zu Hessen gehörenden Mainhausener Waldrandsiedlung. An dieser Stelle trifft die Landesgrenze von Bayern und Hessen auf den Main, der von da an Grenzfluss ist.

Die Gersprenz von ihrem Ursprung bis zur Mündung
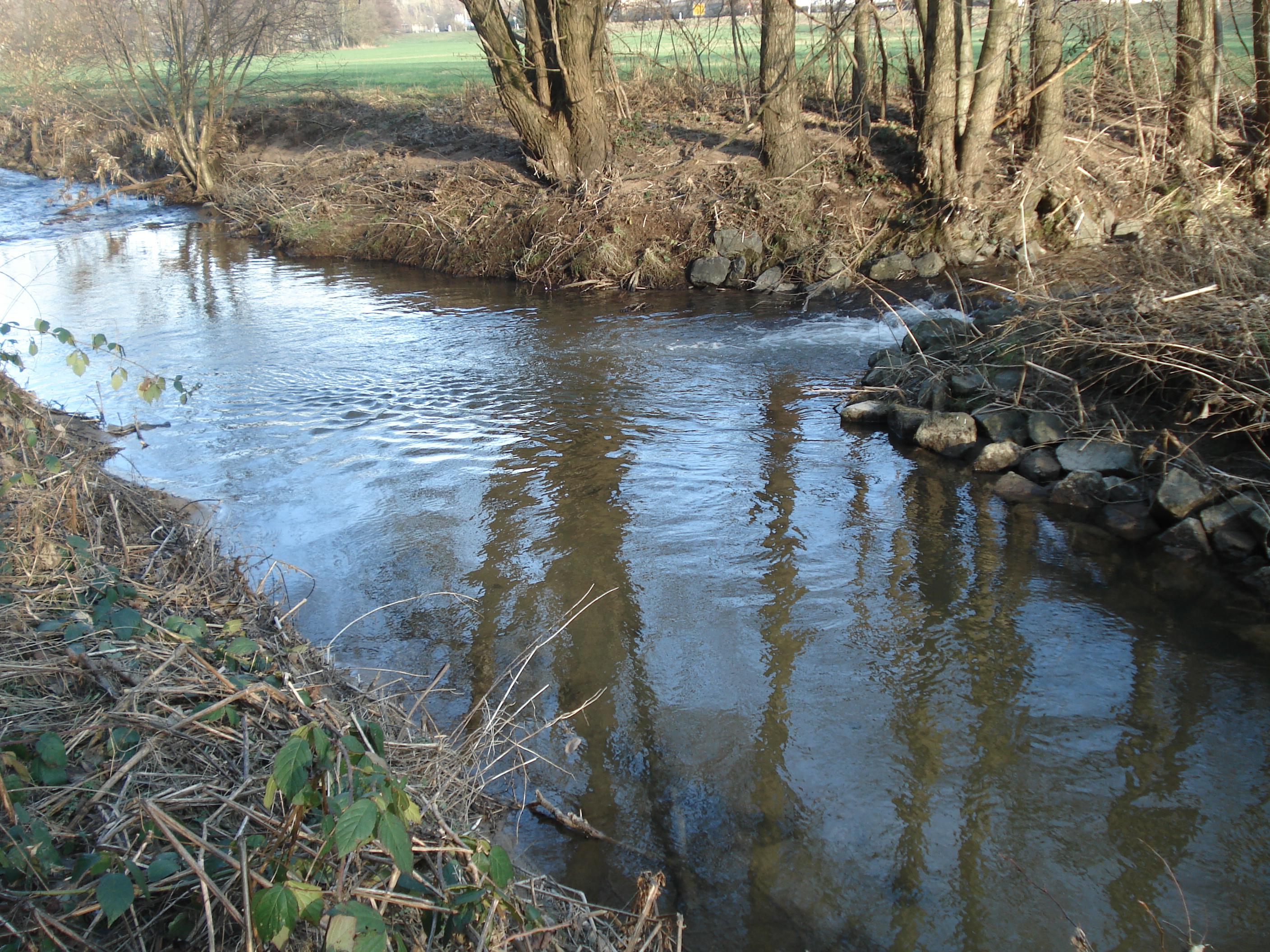
Der Mergbach (vorne rechts) vereinigt sich mit dem Osterbach (rechts) zur Gersprenz (hinten links) (2013)
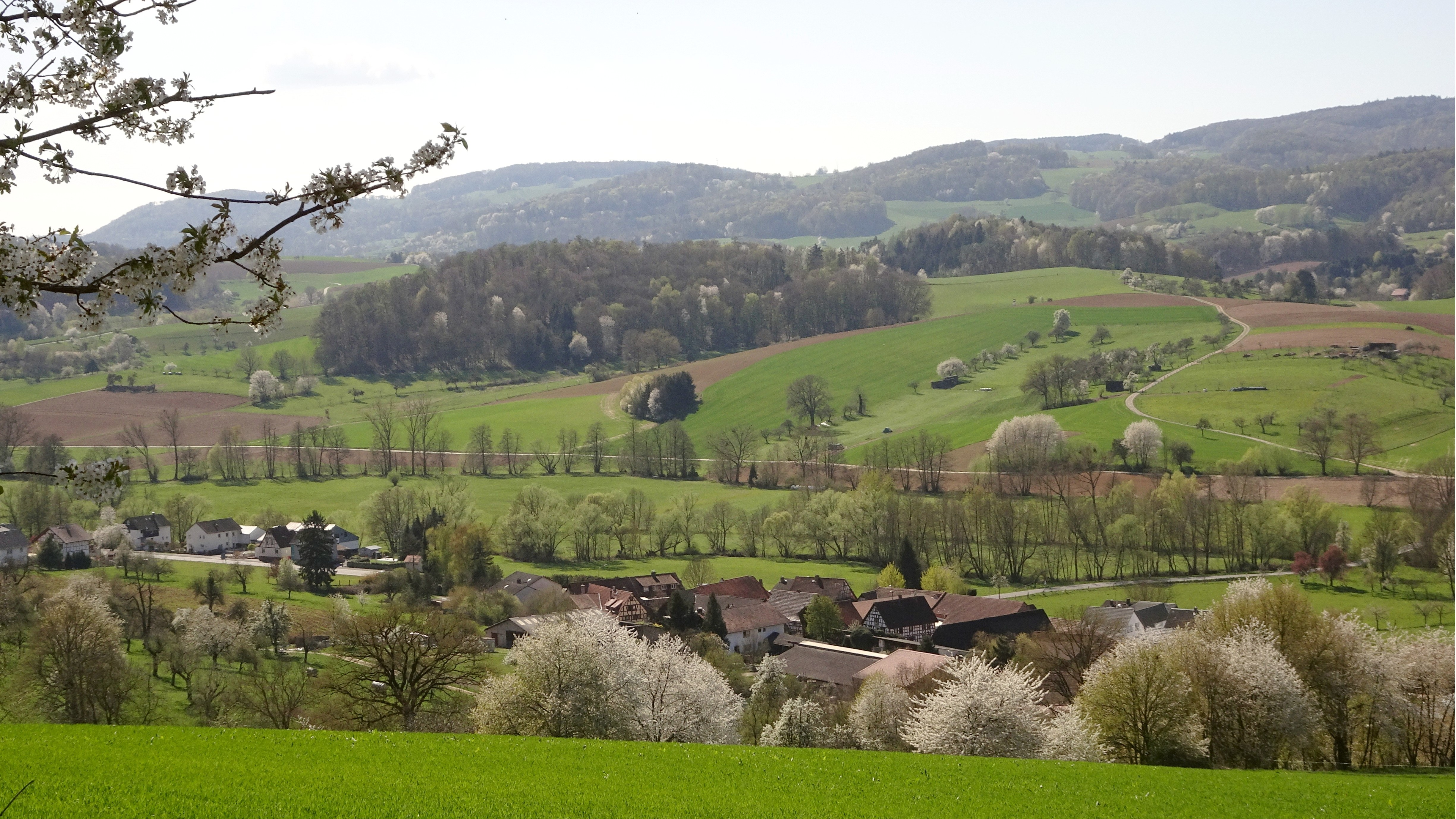
Das Dorf Unter-Gersprenz bei Reichelsheim
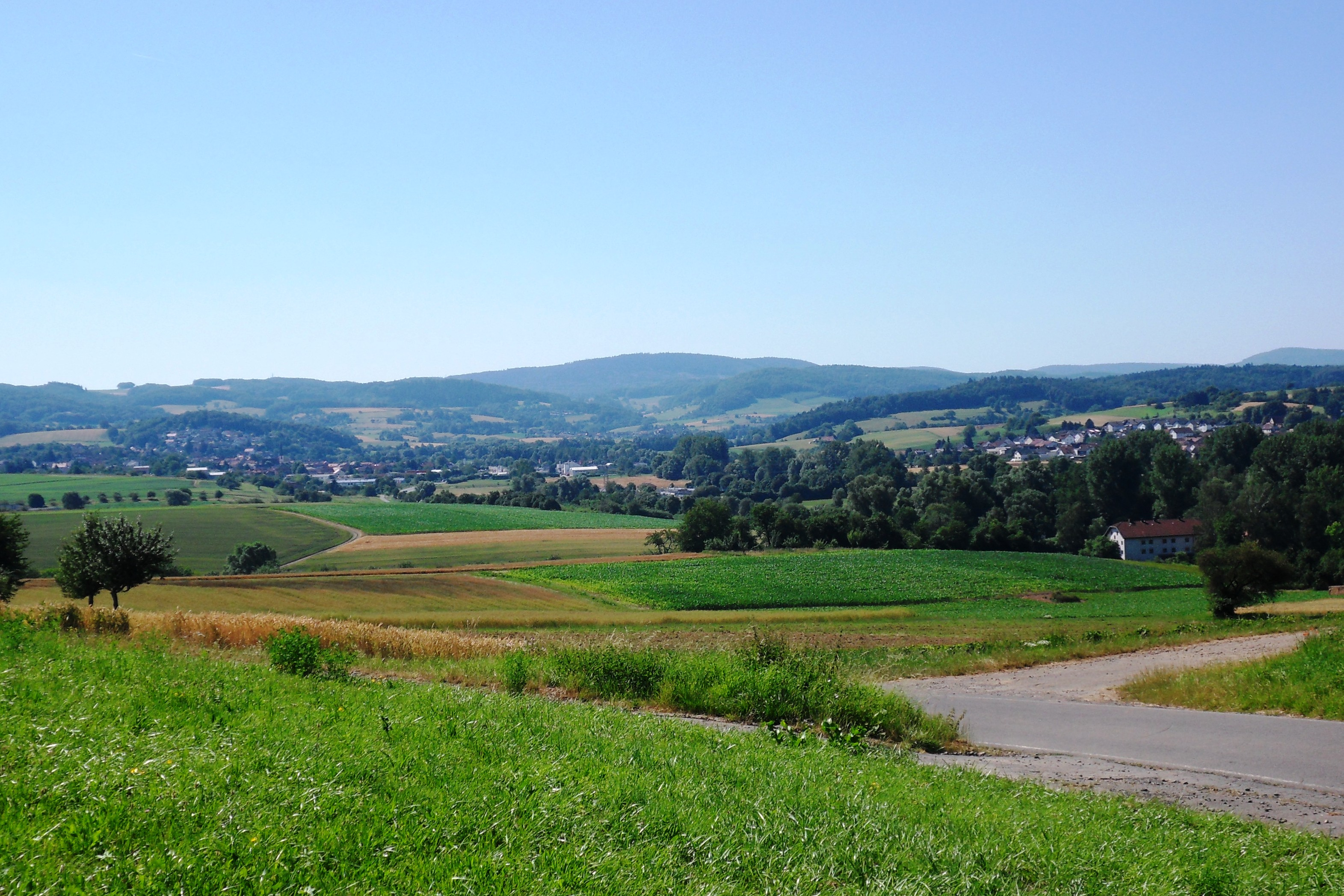
Gersprenztal bei Brensbach (links) und Wersau (rechts); im Hintergrund der Morsberg (516,7 m)
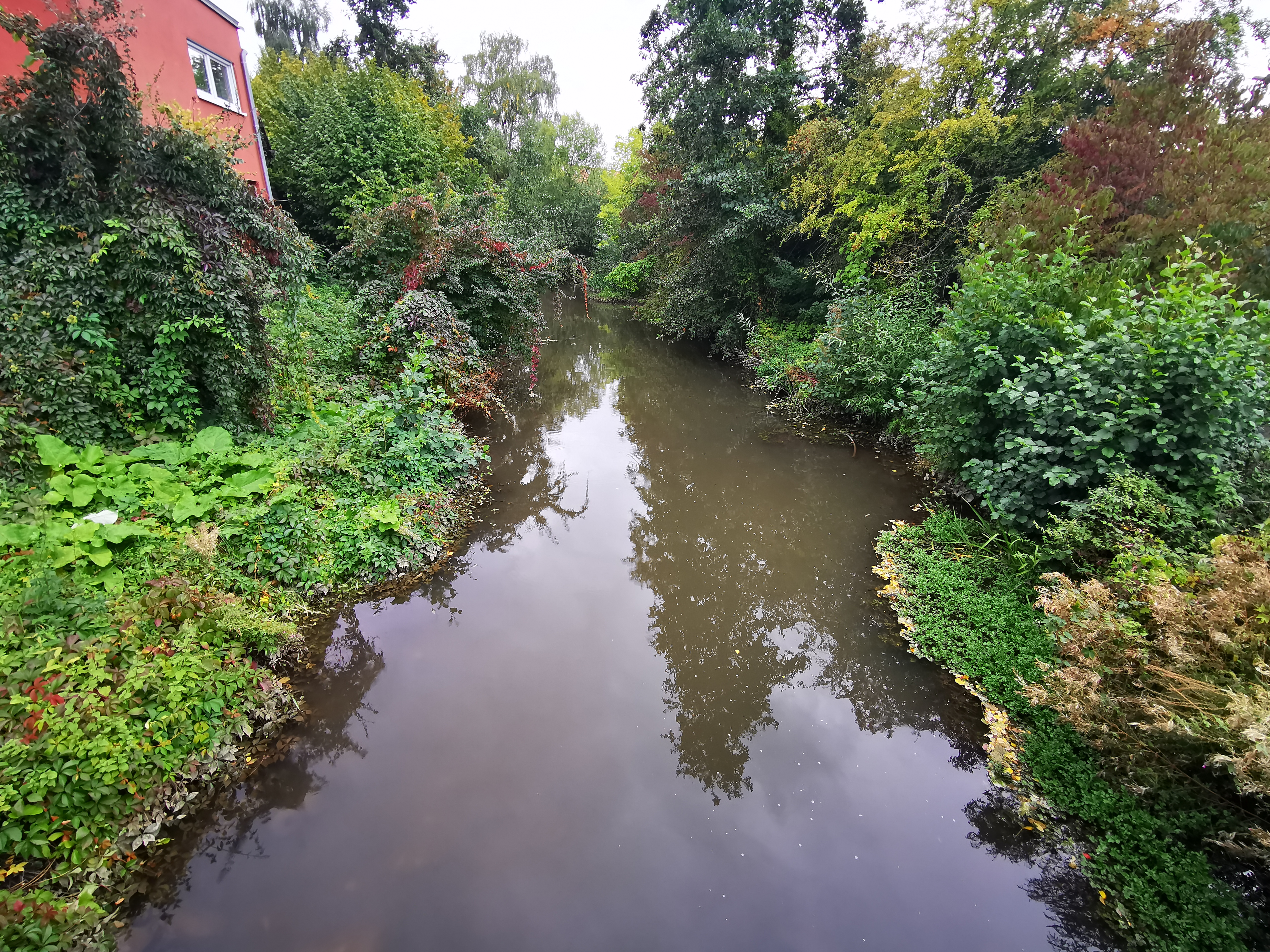
Die Gersprenz in Groß-Zimmern
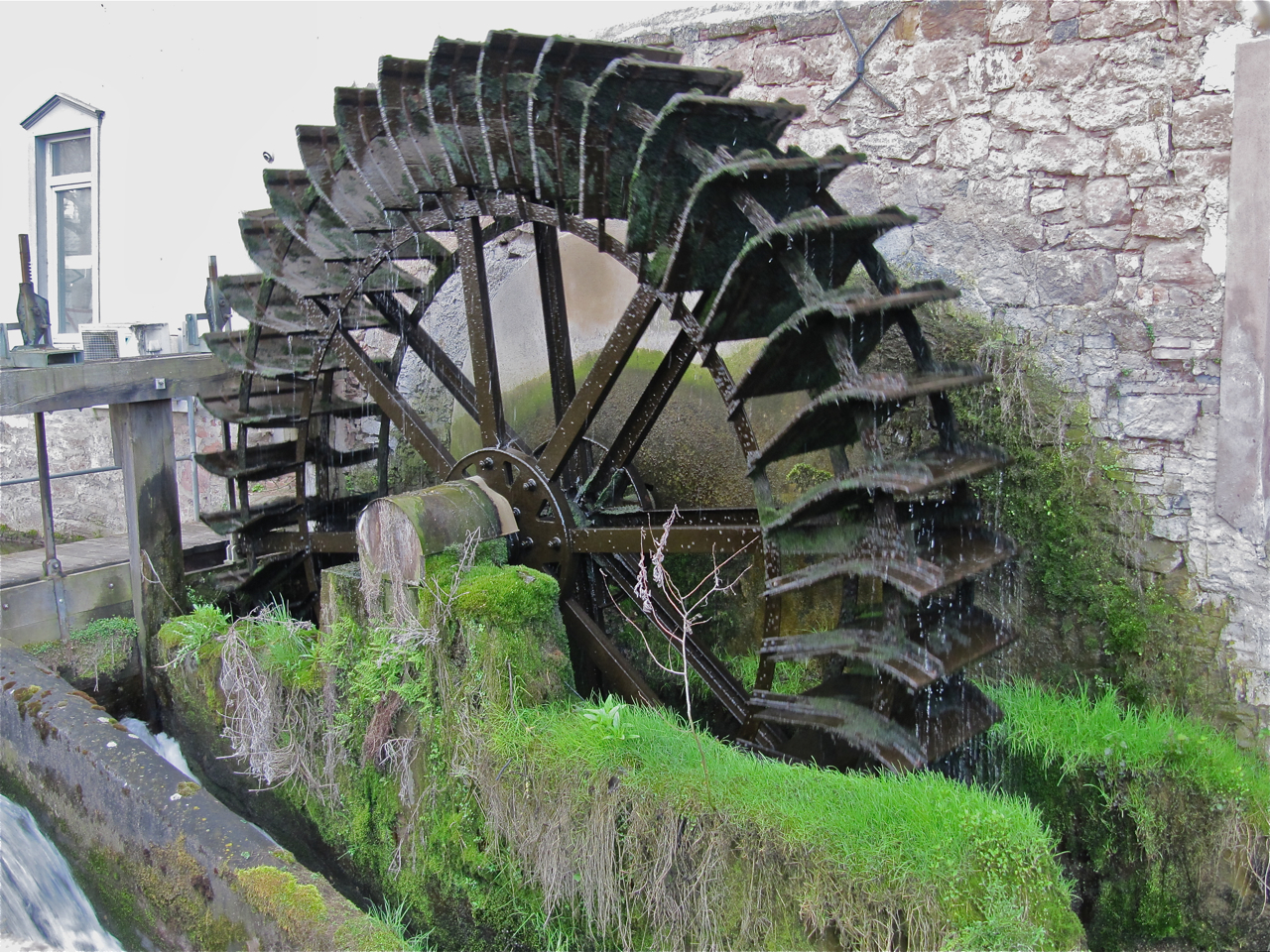
Mühlrad der Deckelmann’schen Mühle an der Gersprenz in Dieburg
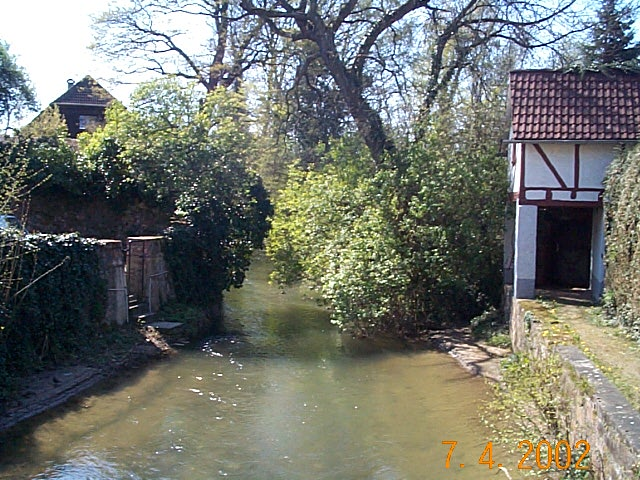
Die Gersprenz im Dieburger Stadtgebiet
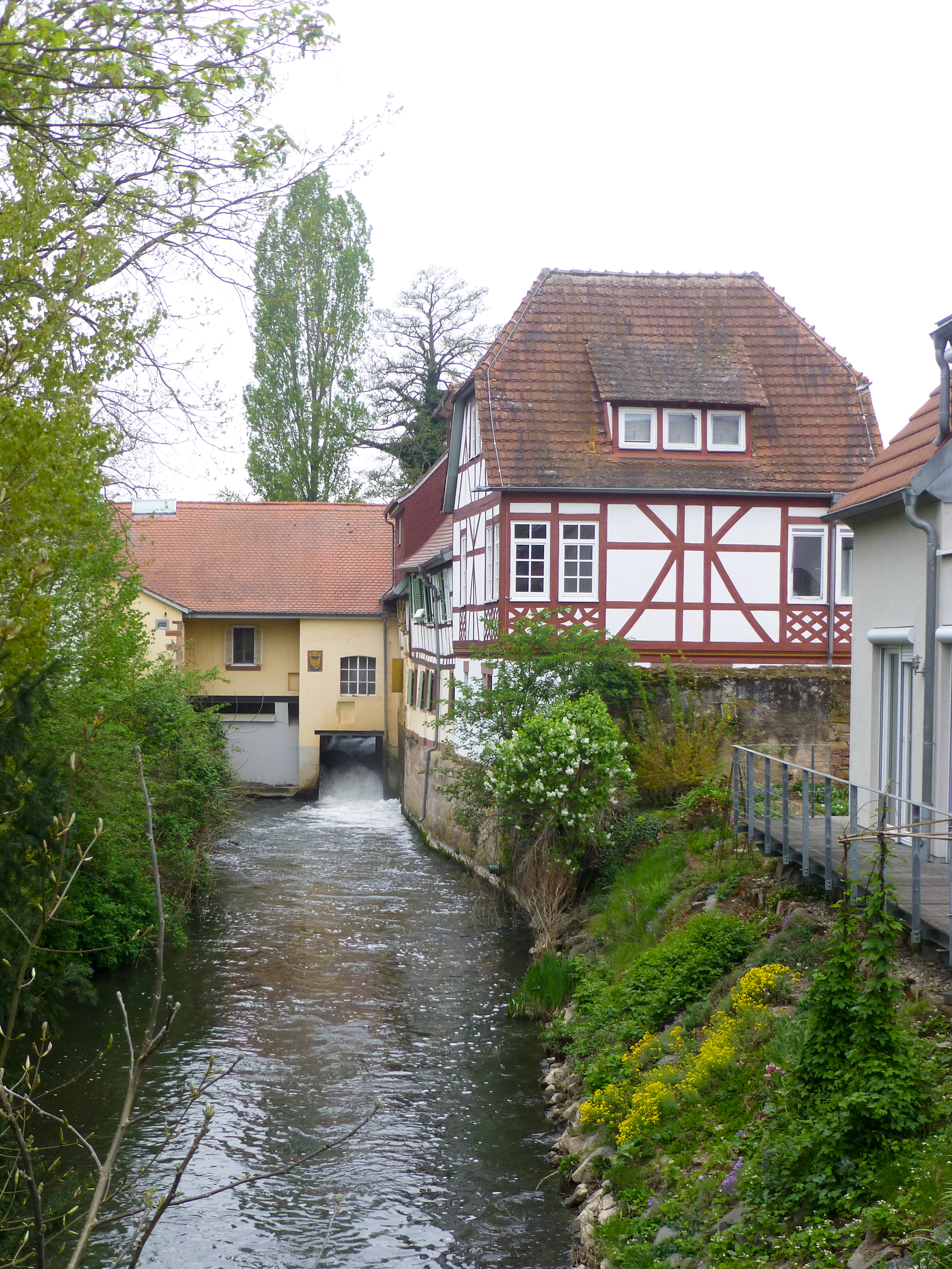
Die Gersprenz in Babenhausen
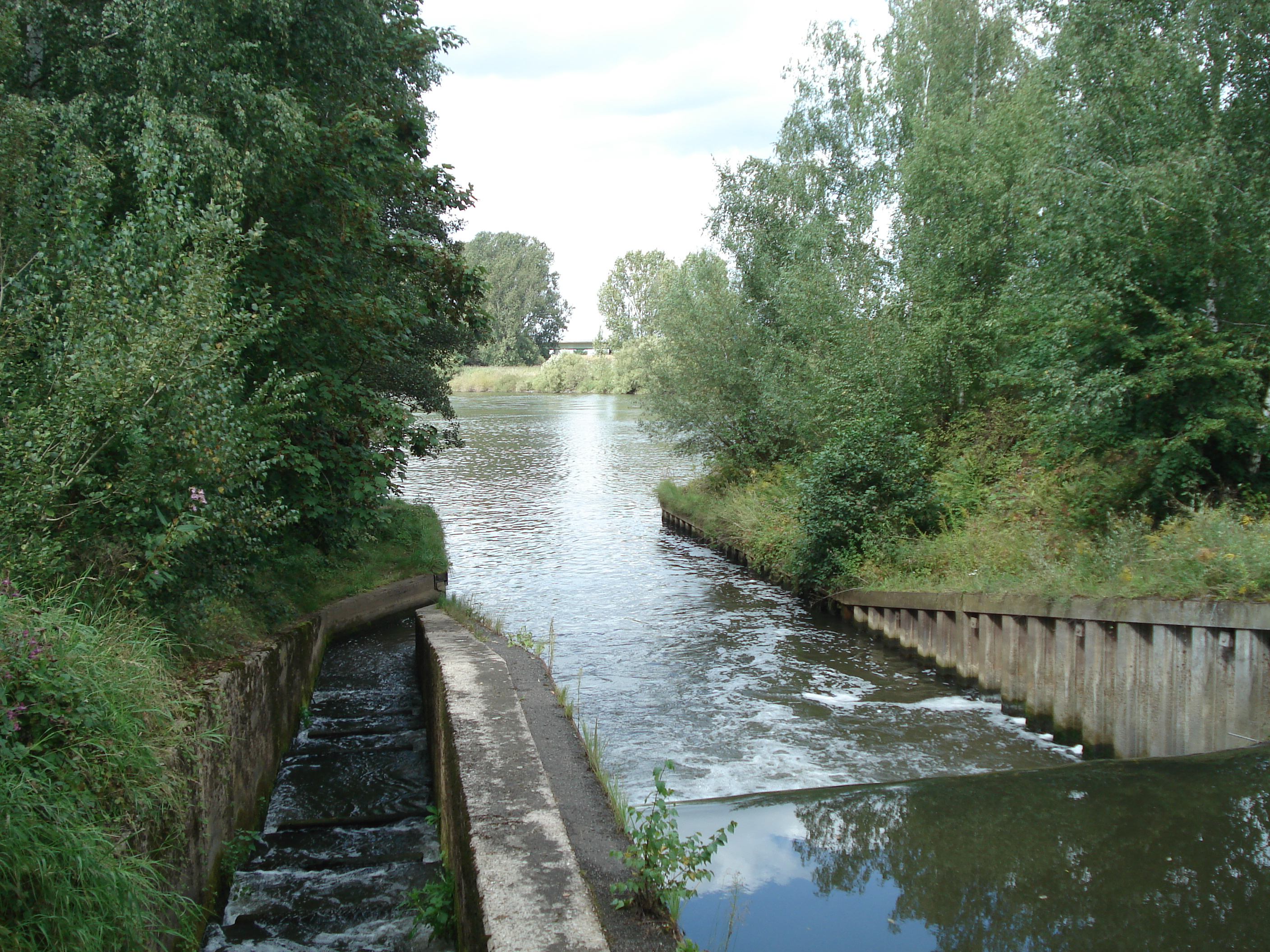
Die Gersprenz (vorne) mündet in den Main

### Einzugsgebiet und Zuflüsse

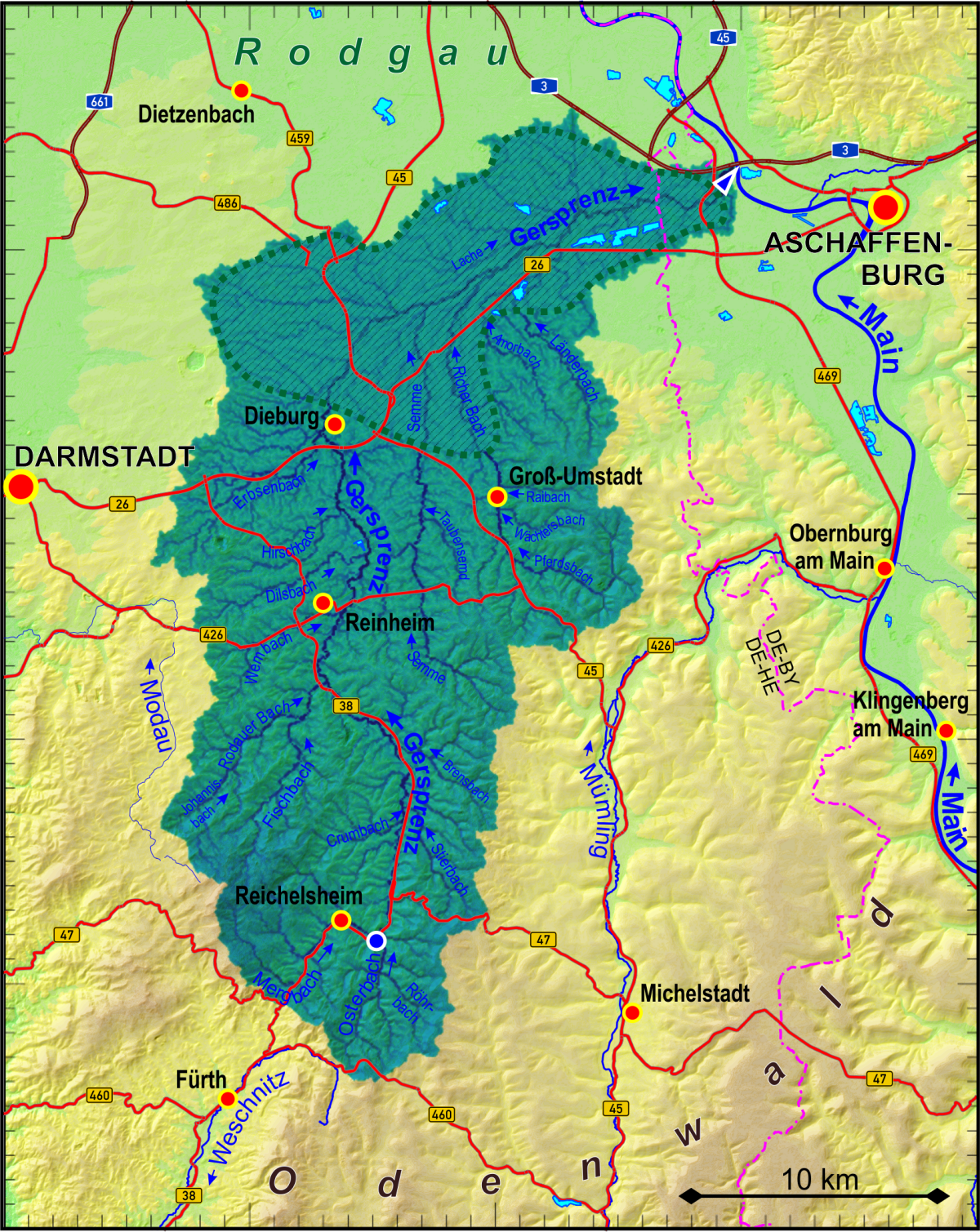
Einzugsgebiet der Gersprenz

Das Einzugsgebiet der Gersprenz ist 512,98 km² groß und liegt zu 97,1 % in Hessen. Der Fluss entwässert einen Teil der Nordabdachung des vorderen Odenwalds. 
Zu ihren Zuflüssen gehören flussabwärts betrachtet (Quellbäche sind in der Spalte „l/r“ durch ein „Q“ gekennzeichnet; Längen wenn nicht anders genannt laut ):
| Name                         | l/r | Länge (km) | Mündungsort (bei/in/nahe) | EZG (km²) | MQ (l/s) | DGKZ       |
| ---------------------------- | --- | ---------- | ------------------------- | --------- | -------- | ---------- |
| Mergbach (Gersprenz)         | lQ  | 10,9       | Bockenrod                 | 027,98    | 399,1    | 2476       |
| Osterbach                    | rQ  | 07,0       | Bockenrod                 | 019,93    | 280,5    | 2476-12    |
| Steinbach                    | r   | 02,6       | Bockenrod                 |           |          | 2476-1312  |
| Bach an dem Margrund         | r   | 01,0       | Kirch-Beerfurth           |           |          | 2476-1316  |
| Mainsbach                    | l   | 00,4       | Kirch-Beerfurth           |           |          | 2476.1318  |
| Bach an dem Seegrund         | l   | 01,5       | Pfaffen-Beerfurth         |           |          | 2476-1392  |
| Bach von dem Vierstöck       | r   | 02,3       | Kirch-Beerfurth           |           |          | 2476-15122 |
| Michelbach                   | l   | 03,2       | Fränkisch-Crumbach        |           |          | 2476-15926 |
| Crumbach (Grumbach)          | l   | 02,3       | Fränkisch-Crumbach        | 08,07     | 097,2    | 2476-15926 |
| Kainsbach (Stierbach)        | r   | 06,1       | Nieder-Kainsbach          | 09,04     | 124,9    | 2476-16    |
| Affhöllerbach                | r   | 04,5       | Nieder-Kainsbach          |           |          | 2476-17116 |
| Kilsbach                     | r   | 01,8       | Brensbach                 |           |          | 2476-17118 |
| Bierbach                     | l   | 02,9       | Wersau                    |           |          | 2476-17192 |
| Brensbach                    | r   | 05,2       | Brensbach                 |           |          | 2476-1732  |
| Küh-Bach                     | l   | 01,0       | Wersau                    |           |          | 2476-1734  |
| Moorbach (Dorfbach)          | l   | 01,4       | Wersau                    |           |          |            |
| Kohlbach                     | r   | 02,3       | Wersau                    |           |          | 2476-1794  |
| Gräbenackersbach             | l   | 02,6       | Wersau                    |           |          | 2476-1796  |
| Brechelser Floß              | r   | 01,4       | Groß-Bieberau             |           |          | 2476-1912  |
| Fischbach                    | l   | 09,7       | Groß-Bieberau             | 037.89    | 396,4    | 2476-2     |
| Schaubach                    | l   | 01,4       | Groß-Bieberau             |           |          | 2476-3194  |
| Wembach                      | l   | 07,9       | Reinheim                  | 014,71    | 113,9    | 2476-32    |
| Dilsbach                     | l   | 07,4       | Reinheim                  |           |          | 2476-3342  |
| Hirschbach                   | l   | 05,0       | Groß-Zimmern              | 09,33     | 060,0    | 2476-34    |
| Erbesbach (Erbsenbach)       | l   | 09,0       | Dieburg                   |           |          | 2476-3722  |
| Stillgraben (Glaubersgraben) | l   | 04,4       | Münster                   |           |          | 2476-372   |
| Graben v. d. Fohlenweide     | l   | 04,7       | Münster                   |           |          | 2476-3724  |
| Erlenbach                    | l   | 06,3       | Münster                   |           |          | 2476-37294 |
| Semme (Semder Bach)          | r   | 20,5       | Hergershausen             |           |          | 2476-4     |
| Ohlebach                     | r   | 22,7       | Babenhausen               | 064,74    | 347,4    | 2476-6     |
| Lache                        | l   | 15,4       | Harreshausen              | 044.91    | 010,1    | 2476-8     |
| Romesbach                    | l   | 02,7       | Stockstadt                |           |          |            |
| Speckgraben                  | l   | 01,1       | Waldrandsiedlung          |           |          |            |

### Ortschaften
| Bundesland | Landkreis         | Gemeinde/Stadt     | Gemarkung           |
| ---------- | ----------------- | ------------------ | ------------------- |
| Hessen     | Odenwaldkreis     | Reichelsheim       | Bockenrod           |
|            |                   |                    | Kirch-Beerfurth     |
|            |                   |                    | Pfaffen-Beerfurth   |
|            |                   |                    | Gersprenz           |
|            |                   | Fränkisch-Crumbach | Fränkisch-Crumbach  |
|            |                   | Brensbach          | Nieder-Kainsbach    |
|            |                   |                    | Brensbach           |
|            |                   |                    | Wersau              |
|            | Darmstadt-Dieburg | Groß-Bieberau      | Groß-Bieberau       |
|            |                   | Reinheim           | Ueberau             |
|            |                   |                    | Reinheim            |
|            |                   | Otzberg            | Habitzheim          |
|            |                   | Groß-Zimmern       | Klein-Zimmern       |
|            |                   |                    | Groß-Zimmern        |
|            |                   | Groß-Umstadt       | Semd                |
|            |                   | Dieburg            | Dieburg             |
|            |                   | Münster            | Münster             |
|            |                   | Eppertshausen      | Eppertshausen       |
|            |                   | Babenhausen        | Hergershausen       |
|            |                   |                    | Sickenhofen         |
|            |                   |                    | Babenhausen         |
|            |                   |                    | Harreshausen        |
|            |                   |                    | Schaafheimer Wiesen |
| Bayern     | Aschaffenburg     | Stockstadt am Main | Stockstadt am Main  |

### Landkreise
- Odenwaldkreis (Hessen)
- Landkreis Darmstadt-Dieburg (Hessen)
- Landkreis Aschaffenburg (Bayern)

### Hochwasserrückhaltebecken Reichelsheim-Bockenrod
Unmittelbar oberhalb der bei Bockenrod gelegenen Mündung des Steinbachs in die Gersprenz liegt das Hochwasserrückhaltebecken Reichelsheim-Bockenrod. Es wurde von 2008 bis 2010 zur Verminderung von Hochwassern angelegt. Sein etwa 3 m hoher und 200 m langer Staudamm mit Brücke der Neuhausstraße weist ein Durchlassbauwerk aus Stahlbeton für das Wasser der Gersprenz auf. Die dortigen Abschnitte von Gersprenz und Steinbach wurden wasserbautechnisch gesichert. Der Probestau fand im Februar 2012 statt. Das normal trockenliegende Becken mit einem 47,7 km² großen Einzugsgebiet weist etwa 100.000 m³ Stauraum auf einer rund 8 ha großen Fläche auf.

### Hochwasserrückhaltebecken Wersau/Groß-Bieberau
Zwischen Wersau und Groß-Bieberau wurde im Jahr 2003 ein Hochwasserrückhaltebecken mit einem maximalen Stauinhalt von 495.000 m³ in Betrieb genommen. Endgültiger Anstoß zum Bau dieses Beckens waren die Hochwasserereignisse im Jahr 1993 und insbesondere am 27. Januar 1997, die zu großen Schäden in den niedrig gelegenen Bereichen des Stadtgebiets von Groß-Bieberau führten. Das Einzugsgebiet umfasst 113,3 km². Aufgrund der dort vorliegenden flachen Geländeform wird mit einer geringen Stauhöhe ein relativ großes Retentionsvolumen erreicht. Die Überflutungsfläche umfasst etwa 40 ha. Das Durchlassbauwerk im Staudamm ist so konzipiert, dass ein Regelabfluss von 27,5 m³/s gewährleistet ist. Die Anlage kann somit ungesteuert betrieben werden. Im Falle eine Hochwasserlage regelt der entstehende Wasserdruck den Aufstauvorgang selbsttätig. Im Zusammenspiel mit den anderen Rückhaltebecken wird ein Schutz vor 50-jährlichen Hochwasserereignissen erreicht.

## Naturschutz

### Naturdenkmal Gersprenzquelle

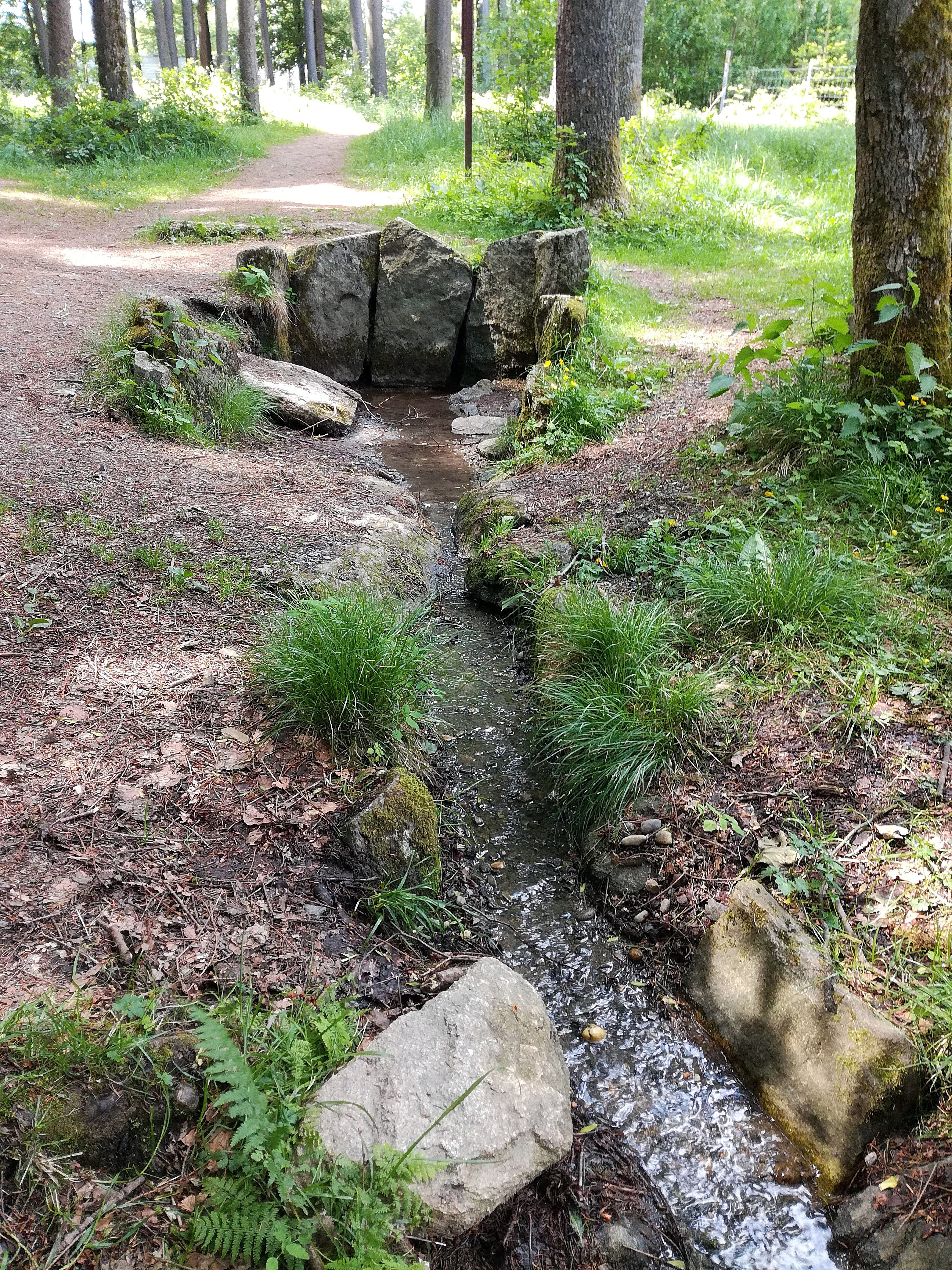
Die Quelle des Mergbachs auf der Neunkircher Höhe. Sie gilt inoffiziell als Gersprenzquelle und ist seit 1952 als Naturdenkmal ausgewiesen

Die Gersprenzquelle ist seit 1952 als Naturdenkmal (ND) ausgewiesen. Sie zählt zu den bekanntesten Quellen des Odenwaldes und gilt als Ursprung einer der bedeutendsten Bäche des Mittelgebirges. Die „Verordnung zum Schutz von Naturdenkmalen im Kreis Bergstraße“ weist die Quelle aufgrund ihrer natürlichen Quelleigenschaft als Naturdenkmal „Gersprenzquelle“ aus.

### Oberläufe der Gersprenz
Der Verlauf von Mergbach und Osterbach mit einigen Zuflüssen bildet das Natura-2000-Schutzgebiet „Oberläufe der Gersprenz“ (FFH-Gebiet DE 6319-302).

### Untere Gersprenz
Die Gersprenzaue zwischen Reinheim und Babenhausen ist als Natura-2000-Schutzgebiet „Untere Gersprenz“ (FFH-Gebiet 6019-303) geschützt.

## Geschichte

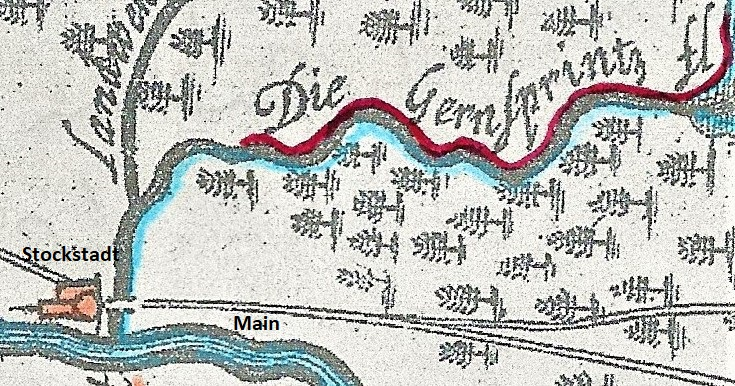
Die historische Gernsprintz bei Stockstadt auf einer Karte von 1695

In römischer Zeit lässt sich eine Nutzung des kleinen Flusses durch Treideln oder kleinere Kähne nachweisen. Funde wie ein Schifferhaken in Groß-Bieberau weisen auf diese Nutzung bis weit in die Täler des vorderen Odenwalds hin. Über den Fluss konnten Waren den römischen Hauptort Dieburg erreichen. Nahe der Mündung in den Main befand sich das Kastell Stockstadt.
Im Jahr 1827 wurde der Fluss vom Herzoglich Hessischen Geometer Georg Wilhelm Justin Wagner in der „Statistik und Topographie des Landratsbezirks Reinheim im Großherzogtum Hessen“ von der Quelle auf der Neunkircher Höhe bis zur Mündung bei Stockstadt in den Main ausführlich beschrieben.
Die Gersprenz wurde außerdem in weiteren „Statistiken und Topographien“ aus den Jahren 1802,1828 und 1840 beschrieben sowie in einer Flusskarte vom Rhein von 1712 dargestellt.
In Messbriefen von 1900 bzw. 1910 taucht im Bereich von Winterkasten der Name „Gersprenz“ auf, ebenso im amtlichen Liegenschaftskataster.

## Gersprenztalbahn
Von der Gersprenz wurde der Name der inzwischen stillgelegten Gersprenztalbahn abgeleitet. Durch diese Bahnstrecke, die ebenfalls stillgelegte Teilstrecke der Rodgaubahn (Dieburg–Groß-Zimmern–Reinheim) und die noch betriebene Rhein-Main-Bahn (Darmstadt–Dieburg–Aschaffenburg) waren sämtliche Orte an der Gersprenz untereinander verbunden.